# Donna Burke
Donna Burke (Perth, Australia; 12 de diciembre de 1964) es una cantante, actriz de voz y empresaria australiana. También es conocida por su trabajo vocal en canciones producidas para series de videojuegos como Metal Gear y Final Fantasy.

## Biografía
Burke se graduó de la Universidad Edith Cowan. Su educación incluyó "voz operística, oratoria y teatro" y recibió entrenamiento de voz clásica durante diez años.
De 1989 a 1995, Burke enseñó Medios, Inglés y educación religiosa a estudiantes de último año en el Chisholm Catholic College. Se mudó a Japón en 1996 e inicialmente trabajó como profesora de inglés antes de obtener algún trabajo de grabación. Burke ha trabajado como locutora independiente en NHK desde 1999. También es la letrista de numerosos comerciales de televisión japoneses, canciones de anime y melodías de grupos de J-pop. Además, Donna trabaja como letrista para compositores de música de videojuegos, incluidos Nobuo Uematsu, Kumi Tanioka, Go Shiina, Yoko Shimomura, Akihiro Honda y Kevin Penkin.
Saltó a la fama por primera vez en 2001 actuando en Silent Hill 2 (Angela) y Silent Hill 3 (Claudia). Ese mismo año interpretó "After All" en la banda sonora de la película √ Gundam, y trabajó por primera vez con la legendaria compositora Yoko Kanno.
Burke se casó con Bill Benfield, un guitarrista y ex maestro británico. En 2004, Burke y Benfield fundaron un sello discográfico, Dagmusic, que atiende a artistas extranjeros en Japón. Burke lanzó su álbum debut, Lost and Found, a través de Dagmusic. Burke creó Hotteeze en 2004, una empresa de exportación de almohadillas térmicas japonesas a todo el mundo.
Donna fundó una banda de jazz con sede en Tokio, el quinteto "Ganime Jazz", en 2016, que reinterpreta sus éxitos de videojuegos y anime para presentaciones en vivo y grabaciones, así como grandes éxitos de anime y juegos en general.
Actualmente, Donna está desarrollando una nueva serie de televisión sobre cosplayers de secundaria y produciendo su banda sonora.

## Relación con la sagaMetal Gear
Tras interpretar en 2010 el tema principal de Metal Gear Solid: Peace Walker, "Heavens Divide", Hideo Kojima, el creador de la saga Metal Gear , le pidió en 2012 que cantara " Sins of the Father (canción de Metal Gear Solid V)" para Metal Gear Solid V: The Phantom Pain, que grabó en Los Ángeles en Capitol Studios, en abril de 2013. En 2015, Konami le encargó a Donna que produjera cinco nuevas versiones de temas clásicos de la saga Metal Gear para un álbum vocal de dicha saga, incluidas "Snake Eater" y "Quiet's Theme". Ese mismo año, su canción "Glassy Sky" del anime Tokyo Ghoul se convirtió repentinamente en un éxito mundial con más de 20000 versiones en YouTube y 50 millones de reproducciones. 
Desde 2017 ha realizado giras con “Metal Gear in Concert”, actuando con orquestas en París, Nueva York, Los Ángeles, Osaka y cada año con la Orquesta Filarmónica de Tokio.

## Trabajo vocal
La voz de Burke se ha utilizado en Japón desde 2005 para los anuncios del sistema de trenes bala Tokaido Shinkansen (el tren bala a Tokio, Kioto, Osaka y Kumamoto). Su voz también se usa en los salones Delta del aeropuerto de Narita y en la orientación en inglés para el Museo Memorial del Emperador Showa.
En 2007, Burke narró un documental titulado Clima en crisis - Parte 1, que ganó la medalla de plata de 2007 por Medio Ambiente/Ecología en el Festival de Televisión de Nueva York y el Premio Earth Vision de 2007 en el Festival de Cine Ambiental Global de Tokio.

## Filmografía

### Anime
| Año           | Título                             | Personaje                | Notas |
| ------------- | ---------------------------------- | ------------------------ | ----- |
| 2000          | Strange Dawn                       | Yuko Miyabe              | [ 2 ] |
| 2002          | Hoshi no Koe                       | Operadora de la Lysithea |       |
| 2003          | Trip Trek                          | Catherine, Bee #2        |       |
| 2004–presente | Magical Girl Lyrical Nanoha series | Raising Heart            | [ 3 ] |
| 2010          | Little Charo 2                     | Kanon                    | [ 4 ] |
| 2014–2017     | Fastening Days                     | Anna, Kelly (ep. 2)      | [ 5 ] |
| 2016          | Princess Sesame                    | Reina                    | [ 3 ] |
|               | Mainichi Kaasan                    | Abuela                   | [ 3 ] |

### Videojuegos
| Año  | Título                                                         | Personaje                    | Notas                                |
| ---- | -------------------------------------------------------------- | ---------------------------- | ------------------------------------ |
| 2000 | Shenmue                                                        | Otros                        |                                      |
| 2001 | Silent Hill 2                                                  | Angela Orosco                | [ 3 ]                                |
| 2001 | Virtua Fighter 4                                               | Vanessa Lewis                | [ 6 ]                                |
| 2002 | Shenmue II                                                     | Voces adicionales            | Versiones de PC, PS4, Xbox, Xbox One |
| 2003 | Silent Hill 3                                                  | Claudia Wolf                 | Solo lanzamiento original            |
| 2003 | Dino Crisis 3                                                  | Sonya Hart                   | Captura de movimiento                |
| 2003 | F-Zero GX                                                      | Mrs. Arrow                   | [ 7 ]                                |
| 2003 | Boktai: The Sun Is in Your Hand                                | Hel                          | [ 7 ]                                |
| 2003 | Bloody Roar 4                                                  | Uranus                       | [ 7 ]                                |
| 2003 | Out Run 2                                                      | Vocales                      |                                      |
| 2004 | Final Fantasy Crystal Chronicles                               | Narradora de cuentos         | [ 3 ]                                |
| 2004 | Boktai 2: Solar Boy Django                                     | Lady, Dvalinn                | [ 7 ]                                |
| 2004 | Rumble Roses                                                   | Anesthesia / Dr. Cutter      |                                      |
| 2005 | Virtua Quest                                                   | Vanessa Lewis                | [ 6 ] [ 8 ]                          |
| 2006 | Let's Go Jungle!: Lost on the Island of Spice                  | Norah                        | [ 3 ]                                |
| 2007 | Lunar Knights                                                  | Ursula                       | [ 7 ]                                |
| 2010 | Magical Girl Lyrical Nanoha A's Portable: The Battle of Aces   | Raising Heart                |                                      |
| 2011 | Magical Girl Lyrical Nanoha A's Portable: The Gears of Destiny | Raising Heart                |                                      |
| 2012 | Lumines Electronic Symphony                                    | Anunciadora                  | [ 9 ]                                |
| 2012 | Diabolical Pitch                                               | Christina                    |                                      |
| 2014 | Metal Gear Solid V: Ground Zeroes                              | iDROID                       | [ 7 ]                                |
| 2015 | Metal Gear Solid V: The Phantom Pain                           | iDROID                       | [ 7 ]                                |
| 2016 | NightCry                                                       | Jessica, Angie, Maria, Kelly | [ 10 ]                               |
| 2016 | Let It Die                                                     | Varios                       | [ 3 ]                                |
| 2017 | ARMS                                                           | Dr. Coyle                    | [ 11 ]                               |
| 2018 | Fitness Boxing                                                 | Laura                        | [ 12 ]                               |
| 2019 | Homestar VR Special Edition                                    | Narradora                    | [ 13 ]                               |
| 2020 | Final Fantasy Crystal Chronicles: Remastered Edition           | Narradora                    |                                      |
| 2020 | Fitness Boxing 2: Rhythm and Exercise                          | Laura                        | [ 14 ]                               |

## Discografía
- Lost and Found (con Bill Benfield) (2000)
- Éirí na Gréine (2001)
- Donna Burke with the David Silverman Quartet (2002)
- Goodbye Nakamura EP (2004)
- Blue Nights (1 de junio de 2005)[15]
- METAL GEAR SOLID VOCAL TRACKS (compilación) (2015)
- Game + Anime = (con Ganime Jazz) (2018)
- Encore (con Ganime Jazz) (2020)